# 龙坪镇 (连州市)
龙坪镇，是中华人民共和国广东省清远市连州市下辖的一个乡镇级行政单位。

## 行政区划
龙坪镇下辖以下地区：
龙坪村、东村、元壁村、乌石村、孔围村、青石村、太坪村、沙坳村、朝天村、袁屋村、黄芒村、石桥村、凤凰村、麻步村、垦区村和松柏村。